# Bruno Chrobek
Bruno Chrobek (9 de outubro de 1895 - 10 de dezembro de 1942) foi um oficial alemão que serviu durante a Segunda Guerra Mundial. Foi condecorado com a Cruz de Cavaleiro da Cruz de Ferro.

## Carreira

### Patentes
| Polizei-Leutnant            | 18 de dezembro de 1926 |
| Polizei-Oberleutnant        | 26 de março de 1929    |
| Polizei-Hauptmann           | 1 de julho de 1933     |
| Hauptmann                   | 1 de outubro de 1935   |
| Major                       | 1 de março de 1938     |
| Oberstleutnant              | 1 de abril de 1941     |
| Oberst                      | 1 de abril de 1942     |
| Generalmajor (nachträglich) | 1 de abril de 1943     |

### Condecorações
| Cruz de Ferro 2ª Classe 1914                         |                        |
| Medaille zur Erinnerung                              | 1 de outubro de 1938   |
| Badge de feridos 1939                                |                        |
| Broche da Cruz de Ferro 2ª Classe 1914               | 26 de setembro de 1939 |
| Cruz de Ferro 1ª Classe                              | 4 de outubro de 1939   |
| Cruz de Cavaleiro da Cruz de Ferro                   | 4 de julho de 1940     |
| Anerkennungsurkunde des Oberbefehlshabers des Heeres | 12 de julho de 1941    |
| Cruz Germânica em Ouro                               | 8 de fevereiro de 1942 |
| Infanterie-Sturmabzeichen in Silber                  |                        |
| Ehrenkreuz für Frontkämpfer                          |                        |
| Wehrmacht-Dienstauszeichnung IV. Klasse              |                        |
| Wehrmacht-Dienstauszeichnung III. Klasse             |                        |
| Wehrmacht-Dienstauszeichnung II. Klasse              |                        |
| Wehrmacht-Dienstauszeichnung I. Klasse               |                        |